# Poslední věci člověka
Poslední věci člověka (lat. novissima) jsou čtyři: smrt, poslední soud, peklo a nebe, tedy „souhrn eschatologických očekávání“.